# Rue Ambiorix
La rue Ambiorix est une rue liégeoise du quartier du Laveu qui va de la rue du Laveu à la rue de Joie.

## Situation et description
Cette artère se situe dans la partie basse du quartier du Laveu. Longue d'environ 350 m, cette rue applique un sens unique de circulation automobile de la rue de Joie vers la rue du Laveu. La rue en légère montée est traversée par la rue des Wallons dont le carrefour se trouve au point le plus haut de la rue.

## Odonymie
Ambiorix (Ier siècle av. J.-C.) était un des chefs des Éburons, peuple gaulois établi dans la région dont la ville principale était Atuatuca devenue Tongres. Il infligea une cinglante défaite aux légions romaines en 54 av. J.-C., peut-être dans la vallée du Geer. Il passe pour un chef rusé, qui réussit à échapper à Jules César avant de connaître la défaite. Les Éburons sont aussi honorés dans une rue voisine.

## Histoire
À partir de 1865, plusieurs propriétaires cèdent gracieusement des terrains vagues ou cultivés à la ville de Liège. Cette rue a été percée dès les années suivantes et porte depuis 1873 le nom de rue Ambiorix.

## Architecture
Cette artère compte une centaine d'immeubles principalement érigés durant le dernier tiers du XIXe siècle et le début du XXe siècle. Une quinzaine de maisons sises du côté pair entre la rue du Laveu et la rue des Wallons possèdent des jardinets grillagés alignés à l'avant des bâtiments.
Les maisons Dacier sont trois maisons contiguës possédant certains éléments de style Art nouveau. Elles se situent aux nos 7, 9 et 11 et ont été réalisées en 1905 d'après les plans de l'architecte Joseph Nusbaum. 
La façade de la maison sise au no 51 est ornée de trois sgraffites semi-circulaires représentant des feuilles et fleurs de marronniers.
La rue compte aussi un ensemble de six maisons de style Art déco situées aux nos 87, 89, 91, 95, 97 et 99.

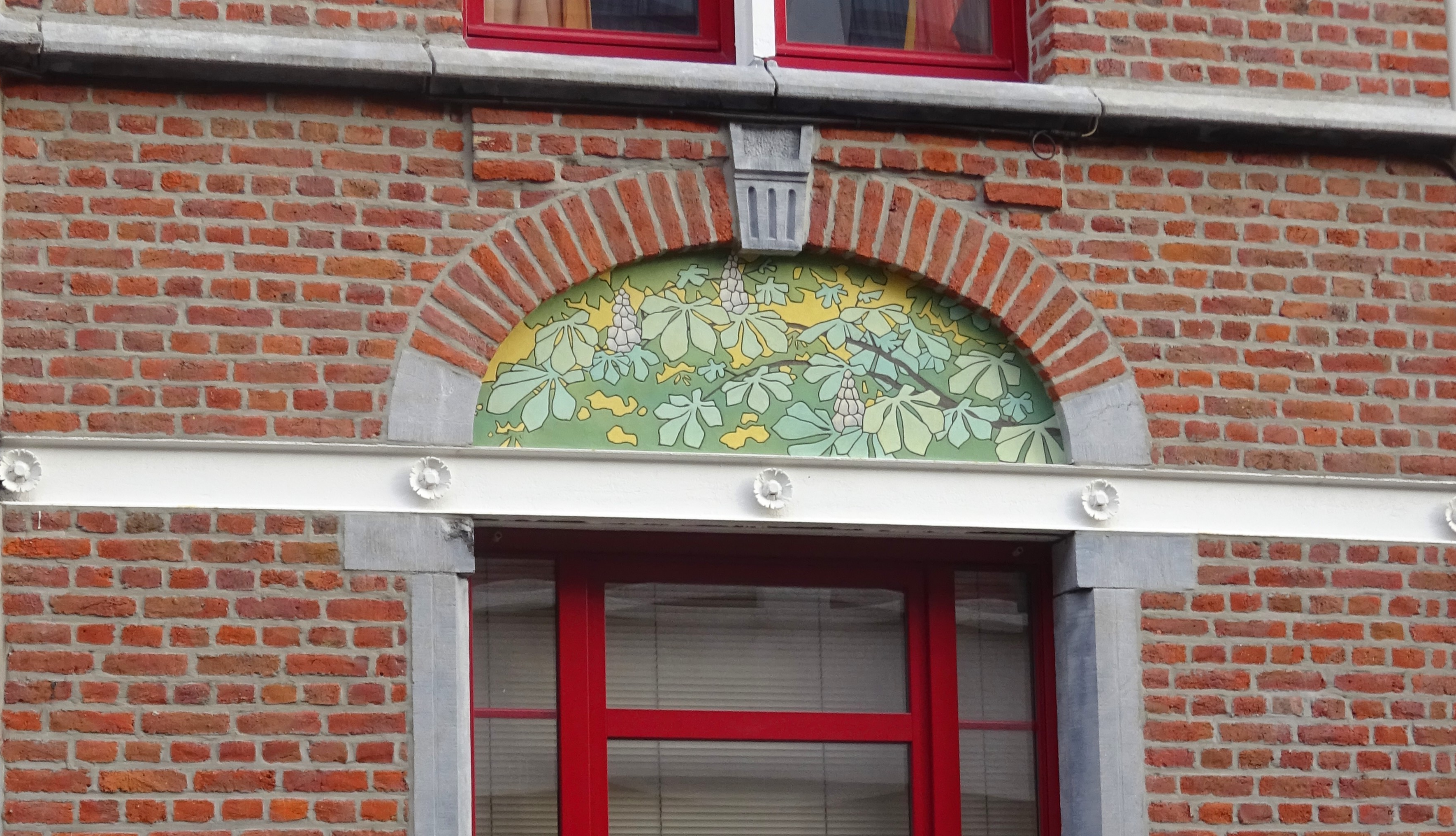
Sgraffite rue Ambiorix, 51

## Voies adjacentes
- Rue Louis Boumal
- Rue du Laveu
- Rue des Wallons
- Rue de Joie